# Trathala angulosa
Trathala angulosa är en stekelart som beskrevs av Dasch 1979. Trathala angulosa ingår i släktet Trathala och familjen brokparasitsteklar. Inga underarter finns listade i Catalogue of Life.